# بنسن بی۸
بنسن بی۸ (به انگلیسی: Bensen B-8) یک هواچرخ آمریکایی ساخت هواگردسازی بنسن بود که در دهه ۱۹۵۰ میلادی ارائه شد. با وجود اینکه این شرکت در سال ۱۹۸۷ منحل شد، ولی همچنان طرح‌های آن برای سازندگان خانگی هواپیماهای دستساز موجود است. این محصول ارتقاء یافته از بنسن بی۷ است و توانست طی ۳۰ سال فروش خوبی در آمریکا داشته باشد و هزاران کیت بنسن بی۸ به دست مشتریان برساند. بنسن بی۸ دارای یک موتور دوزمانه پیستونی با توان ۷۲ اسب بخار است. در آغاز پروژه، نیروی هوایی آمریکا تأمین مالی این هواچرخ را برعهده گرفت و نام آن را ایکس-۲۵ گذاشت و چند فروند از آن را در ویتنام آزمایش کرد؛ ولی با پایان جنگ ویتنام بودجه آن را قطع کرد.

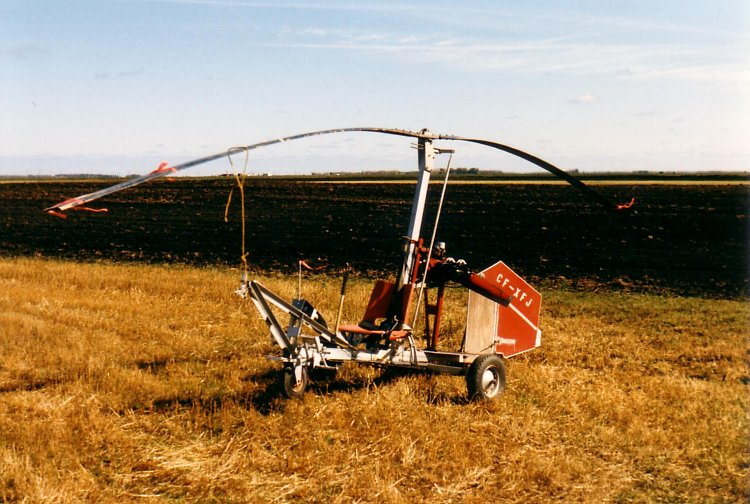
بنسن بی۸ در سال ۱۹۸۸
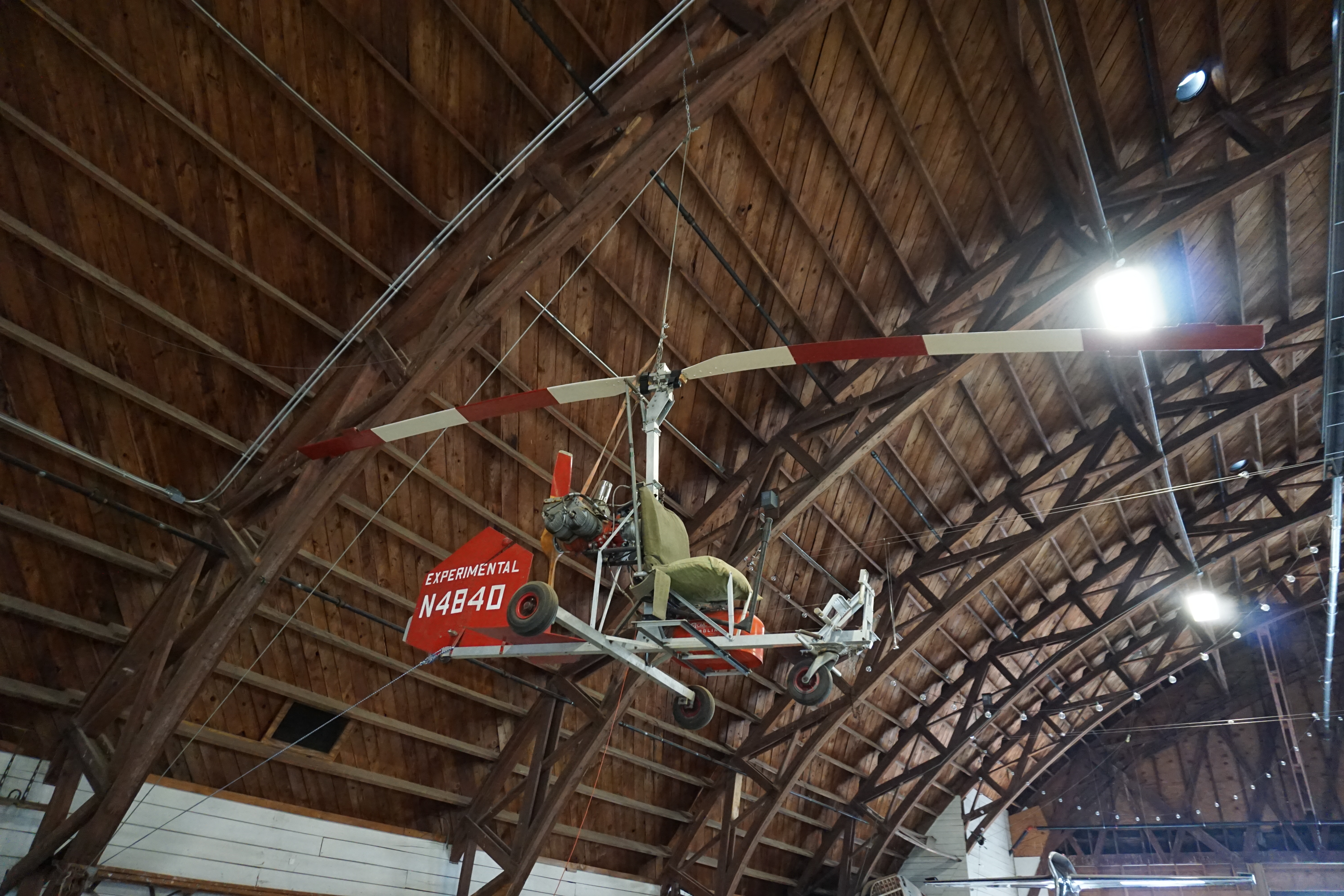
در موزه آرکانسا
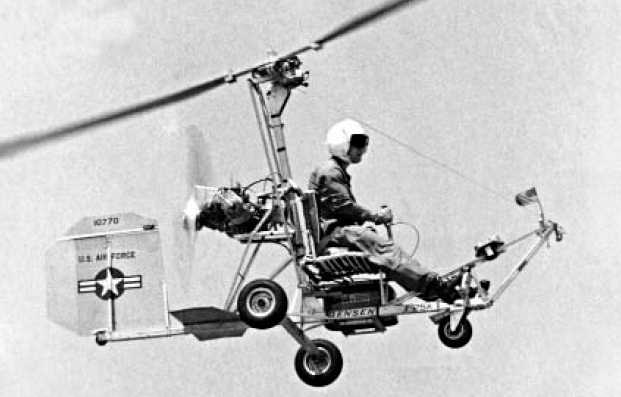
ایکس-۲۵ نیروی هوایی آمریکا

## مشخصات بنسن بی۸
داده‌ها از Jane's All The World's Aircraft 1982–83
ویژگی‌های عمومی
- خدمه: ۱
- طول: ۱۱ فوت ۴ اینچ (۳٫۴۵ متر)
- ارتفاع: ۶ فوت ۳ اینچ (۱٫۹۱ متر)
- وزن خالی: ۲۴۷ پوند (۱۱۲ کیلوگرم)
- بیشترین وزن برخاست: ۵۰۰ پوند (۲۲۷ کیلوگرم)
- ظرفیت سوخت: ۶ گالون آمریکایی (۵٫۰ گالون بریتانیایی؛ ۲۲٫۷ لیتر) or ۹٫۷ گالون آمریکایی (۸٫۱ گالون بریتانیایی؛ ۳۶٫۷ لیتر)
- پیشرانه: ۱ عدد یک عدد موتور پیستونی دوزمانه هواخنک چهارسیلندر McCulloch Model 4318AX, ۷۲ اسب بخار (۵۴ کیلووات)
- قطر روتور اصلی:  ۲۰ فوت ۰ اینچ (۶٫۱۰ متر)
- مساحت روتور اصلی: ۳۱۴٫۲ فوت مربع (۲۹٫۱۹ متر مربع) * Blade section: Bensen G2
- ملخ‌ها: دوملخه Aero Prop Model BA 48-A2fixed-pitch pusher propeller، قطر  ۴ فوت ۰ اینچ (۱٫۲۲ متر)

عملکرد
- حداکثر سرعت: ۸۵ مایل بر ساعت (۱۳۷ کیلومتر بر ساعت، ۷۴ گره)
- سرعت کروز: ۶۰ مایل بر ساعت (۹۷ کیلومتر بر ساعت، ۵۲ گره) maximum

۴۵ مایل بر ساعت (۳۹ گره؛ ۷۲ کیلومتر بر ساعت) economical
- Minimum speed: ۱۵ مایل بر ساعت (۱۳ گره؛ ۲۴ کیلومتر بر ساعت)
- Take-off speed: ۲۰ مایل بر ساعت (۱۷ گره؛ ۳۲ کیلومتر بر ساعت)
- Landing speed: ۷ مایل بر ساعت (۶ گره؛ ۱۱ کیلومتر بر ساعت)
- بُرد: ۱۰۰ مایل (۱۶۰ کیلومتر، ۸۷ مایل دریایی)
- بُرد معبر: ۳۰۰ مایل (۴۸۰ کیلومتر، ۲۶۰ مایل دریایی) with auxiliary fuel tank
- مداومت پروازی: 1 hour 30 minutes
- حداکثر ارتفاع: ۱۲٬۵۰۰ فوت (۳٬۸۰۰ متر)
- نرخ صعود: ۱٬۰۰۰ فوت بر دقیقه (۵٫۱ متر بر ثانیه)
- Take-off run: ۳۰۰ فوت (۹۱ متر)
- Landing run: ۰ فوت (۰ متر) in ۹ گره (۱۰٫۴ مایل بر ساعت؛ ۱۶٫۷ کیلومتر بر ساعت) wind
- Landing run: ۲۰ فوت (۶ متر) in nil wind